# Alan Duff
Alan Duff (n. 26 octombrie, 1950, Rotorua, Noua Zeelandă - ) este un scriitor și jurnalist neozeelandez.